# Sammath Naur (zespół muzyczny)
Sammath Naur – polski zespół muzyczny założony w Bydgoszczy w 1999, wykonujący muzykę z pogranicza black i death metalu oraz muzyki symfonicznej. Nazwa zespołu została zaczerpnięta z powieści J.R.R. Tolkiena pt. „Władca Pierścieni”.

## Historia
Grupa powstała w 1999 roku w Bydgoszczy w składzie: Uzurpator, Jakub „Saturnus” Kania, Szymon „Sigmar” Grodzki oraz Piotr „Lestath” Leszczyński. W takim składzie zespół zarejestrował pierwsze kompozycje. Utwory przeznaczone na demo zatytułowane Through the Mountains of Mordor ostatecznie nigdy nie zostały wydane. W 2001 roku po kilku zmianach i przetasowaniach personalnych zespół przystąpił do nagrania swojego drugiego materiału zatytułowanego The Wall of Sleep, który zawierał 6 znacznie lepiej zaaranżowanych i wykonanych kompozycji. W tym czasie Sammath Naur nakręcił także swój pierwszy, profesjonalny wideoklip do utworu „On the Altar of Mars”, który okazał się sporym sukcesem młodego zespołu dzięki zdobyciu drugiej nagrody na festiwalu teledysków w Berlinie w 2002 roku. Płyta-demo także zdobyła wiele pozytywnych recenzji, co dało zespołowi impuls do dalszej pracy.
W późniejszym okresie zespół nękany był nieustannymi problemami personalnymi, co w efekcie przedłużało pracę nad kolejnym wydawnictwem zatytułowanym The Forever War, które ostatecznie ujrzało światło dzienne w 2004 roku. Płyta zawierała ponownie 6 utworów, jednakże tym razem były one już znacznie bardziej zaawansowane zarówno pod względem koncepcyjnym, jak i w warstwie nagraniowej. Problemy z wydawcą uniemożliwiły jednak pełnego wykorzystania potencjału płyty. W tym okresie zespół także zaczyna intensywnie koncertować po całym kraju promując własną muzykę i wizerunek. Na początku 2005 roku z grupą rozstał się klawiszowiec Dementrius, którego w połowie kwietnia zastąpił Revisque. 15 grudnia tego samego roku nakładem wytwórni muzycznej Empire Records ukazał się debiutancki album formacji zatytułowany Self Proclaimed Existence. W 2006 roku formacja została wyróżniona 3. miejscem w plebiscycie magazynu Mystic Art w kategorii debiutant roku.
W 2007 roku zespół dał szereg koncertów w ramach Rebel Angels Tour 2007 w Polsce. W trasie wzięły udział także formacje Darzamat, Crionics i Hate. W 2008 roku z zespołu odszedł basista Tas. Wkrótce potem do zespołu dołączył perkusista Łukasz „Lucass” Krzesiewicz. Muzyk zajął miejsce Lestatha, który objął obowiązki basisty i wokalisty. 9 czerwca również 2008 roku płyta Self Proclaimed Existence została wydana w Europie przez firmę Metal Mind Productions. W Stanach Zjednoczonych album został wydany 2 września tego samego roku nakładem MVD. W 2009 roku grupa wydała minialbum The Anhedony Domain. Wydawnictwo zostało udostępnione w formie digital download na oficjalnej stronie zespołu Sammath Naur. W 2010 roku zespół opuścił współzałożyciel zespołu Lestath. W jego miejsce do składu powrócił basista Tas. Z kolei wokalistą został Maro znany z występów w formacji Mala Herba. Valeo zmarł w 2018.

## Skład
- Marek „Maro” Gołaś – śpiew (od 2010)
- Szymon „Sigmar” Grodzki – gitara (od 1999)
- Kuba „Tas” Galiński – gitara basowa (2004-2008, od 2010)
- Łukasz „Lucass” Krzesiewicz – perkusja (od 2008)
- Piotr „Lestath” Leszczyński – śpiew, gitara basowa (2008-2010), perkusja (1999-2008)
- Adam „A.Dam” Rodakiewicz – śpiew (2007)
- Decus – śpiew (2004)
- Uzurpator – śpiew (1999-2001, 2003-2005)
- Paweł „Levan” Lewandowski – śpiew (2004-2005)
- Tempter – gitara (2001-2004)
- Jakub „Saturnus” Kania – gitara, śpiew (1999-2001, 2001-2003)
- Adam „Morgoth” Borys – gitara basowa (2001-2004)
- Demetrius – instrumenty klawiszowe (2001-2005)
- Patryk „Revisq” Gęgniewicz – instrumenty klawiszowe (2005-2007)
- Marcin „Valeo” Walenczykowski – gitara, instrumenty klawiszowe (2004-2018)

Źródło.

## Dyskografia
- The Wall of Sleep (2001, Sanatorium Records)
- The Forever War (2004, Redrum666 Records)
- Self Proclaimed Existence (2005, Empire Records; 2008, Metal Mind Productions)
- The Anhedony Domain (2009, digital download)
- Anhedonia (2011, System-Beyond Records)[16]
- Beyond The Limits (2012, System-Beyond Records)[17]
- Limits Were to Be Broken (2013, Warheart Records)